# Прибишевци
Прибишевци су насељено место у саставу општине Ђурђеновац у Осјечко-барањској жупанији, Република Хрватска.

## Историја
До територијалне реорганизације у Хрватској налазили су се у саставу старе општине Нашице.

## Становништво
На попису становништва 2011. године, Прибишевци су имали 390 становника.

## Попис1991.
На попису становништва 1991. године, насељено место Прибишевци је имало 573 становника, следећег националног састава:
| Попис 1991.‍  | Попис 1991.‍  | Попис 1991.‍ | Попис 1991.‍ | Попис 1991.‍ |
| ------------ | ------------ | ----------- | ----------- | ----------- |
|              |              |             |             |             |
| Хрвати       | Хрвати       |             | 553         | 96,50%      |
| Југословени  | Југословени  |             | 3           | 0,52%       |
| Срби         | Срби         |             | 2           | 0,34%       |
| Мађари       | Мађари       |             | 1           | 0,17%       |
| Словенци     | Словенци     |             | 1           | 0,17%       |
| неопредељени | неопредељени |             | 4           | 0,69%       |
| регион. опр. | регион. опр. |             | 1           | 0,17%       |
| непознато    | непознато    |             | 8           | 1,39%       |
| укупно: 573  |              |             |             |             |